# Vinland

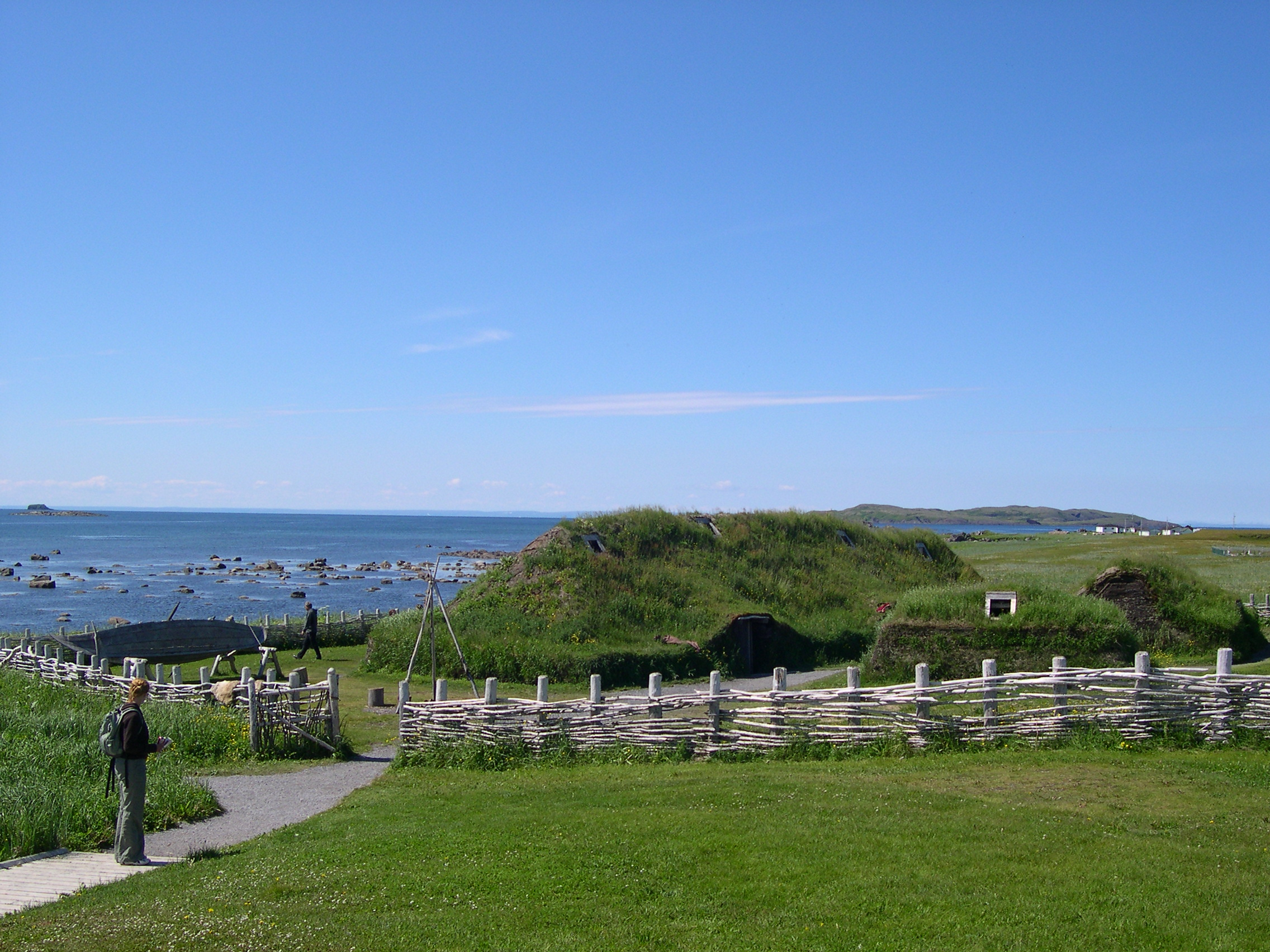
Reconstrucció actual d'un poblet norrè a Amèrica del Nord

Vinland, Vinlàndia, Vineland o Winland (norrè occidental antic Vínland o Vinland) és l'àrea costanera d'Amèrica del Nord explorada pels vikings, on Leif Erikson va desembarcar per primera vegada vers el 1000, aproximadament cinc segles abans dels viatges de Cristòfor Colom i John Cabot.  Vinland  va ser el nom donat a l'Amèrica del Nord explorada pels Vikings, presumiblement incloïa Terranova i el golf de Sant Llorenç fins al nord-est de Nova Brunswick (on es troben les epònimes vinyes).

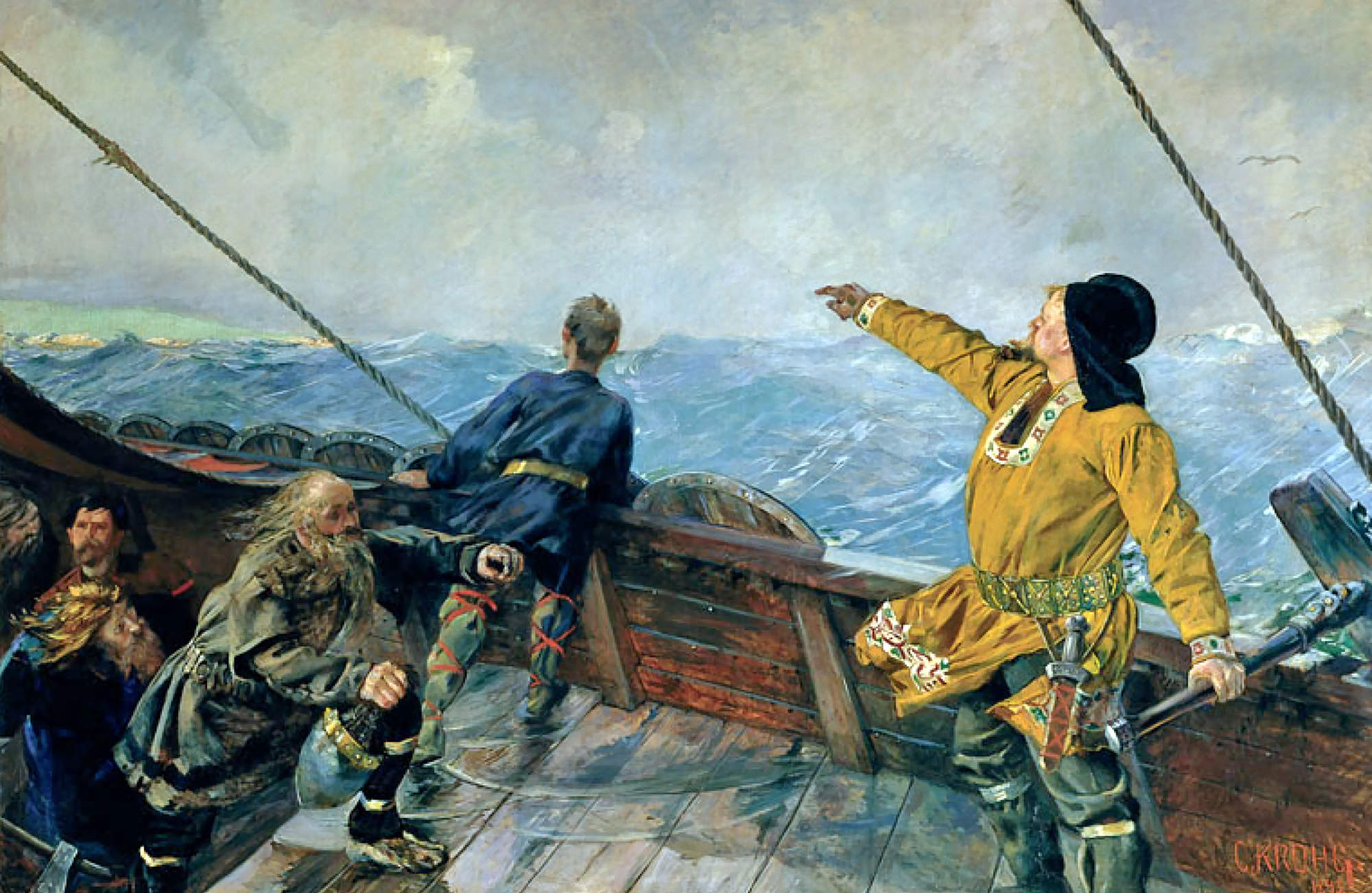
Leiv Eriksson oppdager Amerika ("Leif Erikson descobreix Amèrica") per Christian Krohg (1893)

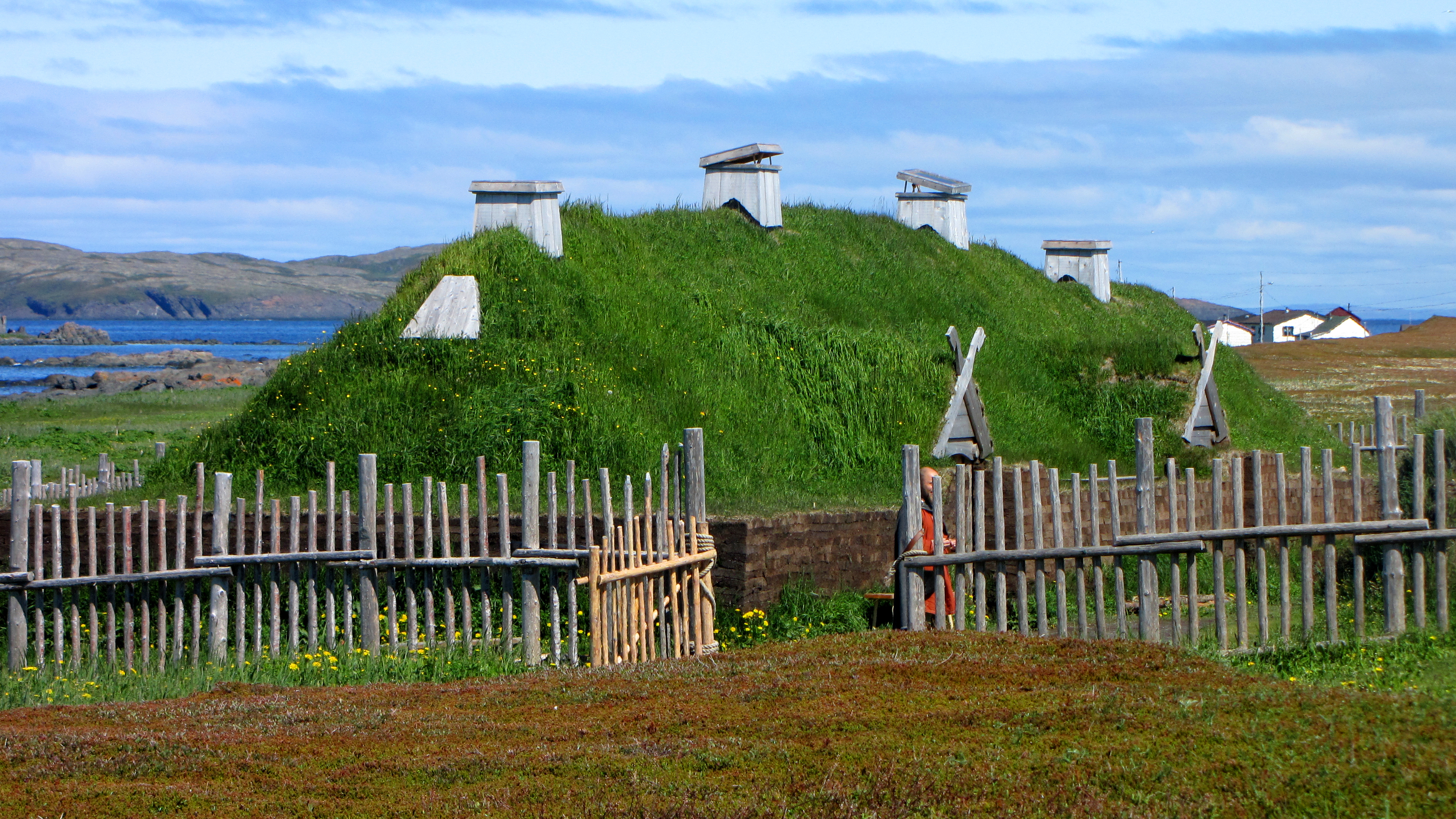
Casa gran norrena reconstruïda a L'Anse aux Meadows, Terranova i Labrador, Canadà

El 1960 es va trobar l'única evidència arqueològica coneguda d'assentament nòrdic a Amèrica del Nord (fora de Grenlàndia) es va trobar a L'Anse aux Meadows a la punta nord de l'illa de Terranova. Abans del descobriment de proves arqueològiques, Vinland només es coneixia de les sagues de l'antic nòrdic i la historiografia medieval. El descobriment de 1960 va demostrar de manera concloent la colonització nòrdica precolombina de les Amèriques. L'Anse aux Meadows podria correspondre al campament Straumfjörð esmentat a la Saga d'Eric el Roig .

## Nom
Vinland o "Winland" va ser el nom donat a la part d'Amèrica del Nord pel viking islandès Leif Eiriksson, al voltant de l'any 1000. El primer registre del nom Winland es troba a la Descriptio insularum Aquilonis ("Descripció de les illes del nord", c 39) d'Adam de Bremen escrita c. 1075. Per escriure-la, va visitar el rei Svend Estridson, que tenia coneixement de les terres del nord. Adam implica que el nom conté el nòrdic antic vin (del llatí vinum) "vi" (com alt alemany antic win), però cal tenir sempre present que l'Adam de Bremen devia entendre's amb els suecs en llatí, ja que ell mateix probablement no parlava cap forma de norrè antic, només baix-alemany i llatí. Darrere la seva afirmació, per tant, ens trobem, sobretot, davant el baix-alemany wîn ‘vi’:
"A més, s'ha informat d'una illa descoberta per molts a l'oceà, que s'anomena Winland, per la raó que les vinyes creixen allà per si soles, produint el millor vi".
Aquesta etimologia és retinguda en la Grœnlendinga saga del segle xiii, que proporciona un compte circumstancial del descobriment de Vinland i perquè és anomenada pel vínber, és a dir, "nabiu", un terme per al raïm o groselles (negres o vermelles), trobat allà.
L'accés al vi vers l'any 1000 (i no només en aquesta data) era tan difícil a Escandinàvia, que els monestirs i esglésies es veien obligats a celebrar la missa amb hidromel (d'aquest fet se'n poden trobar testimonis a les sagues dels bisbes). Cal pensar que els mitjans de transport de vi des de l'Europa mediterrània fins a l'Europa norrena eren molt pocs i que el vi, si arribava, sovint arribava convertit ja en vinatgre, ja que els mitjans de conservació de l'època no tenen res a veure amb els actuals. La qüestió si el nom es refereix a les actuals vinyes (com es dedueix d'Adam de Bremen) o simplement a les baies es va abordar en una excavació de 2010 a L'Anse aux Meadows. El descobriment de nogueres al lloc web implica que els nòrdics exploraren Vinland més al sud, almenys al riu Sant Llorenç i parts de Nova Brunswick, el límit septentrional tant de les nogueres com del raïm silvestre (Vitis riparia).
Sven Soderberg va fer una nova propost d'etimologia del nom en 1898 (publicafs per primera vegada el 1910). Aquest suggeriment suposa interpretarel nom en antic nòrdic no com vín-land amb la primera vocal parlada com /iː/, sinó com  vin-land , pronunciat com /ɪ/; una vocal curta. L'antic nòrdic vin (del protonòrdic * winju ← germànic comú * winjō ← protogermànic * wεnjō. Aquest mot lliura un dels constituents del topònim Viney) té un significat de "prat, pastures".
Aquesta interpretació de Vinland com "terres de pastura" en lloc de "terra de vinya" va ser acceptada per Valter Jansson en la seva dissertació clàssica de 1951 sobre els noms vin d'Escandinavia, per la qual cosa va entrar al coneixement popular al segle xx posterior. Va ser rebutjat per Einar Haugen (1977) qui argumentava que l'element vin  havia canviat el significat de "pastures" a "granja" molt abans del període nòrdic antic. Els noms en vin es van donar en el període protonòrdic, i estan absents dels llocs colonitzats a l'època dels vikings. Les bases de Haugen per al rebuig han estat qüestionades.
Hi ha una pedra rúnica que podria haver contingut un registre de l'antic nom nòrdic lleugerament anterior al Winland d'Adam de Bremen. La pedra rúnica de Hønen va ser descoberta a Norderhov (Noruega) poc abans de 1817, però es va perdre posteriorment. La seva valoració depèn d'un esbós fet per l'antiquari L. D. Klüwer (1823), actualment també perdut però copiat per Wilhelm Frimann Koren Christie (1838). La inscripció en Futhark recent estava datada del 1010–1050. La pedra havia estat erigida en memòria d'un noruec, possiblement un descendent de Sigurd Syr. Sophus Bugge (1902) llegí part de la inscripció

ᚢᛁᚿ᛫(ᛚ)ᛆ(ᛐ)ᛁᚭ᛫ᛁᛌᛆ

uin (l)a(t)ią isa

Vínlandi á ísa

"des de Vinland sobre el gel".

Això és altament incert; la mateixa seqüència és llegida per Magnus Olsen (1951) com

ᚢᛁᚿ᛫ᚴᛆ(ᛚᛐ)ᚭ᛫ᛁᛌᛆ

uin ka(lt)ą isa

vindkalda á ísa

"sobre el vent fred al gel".

## Les sagues

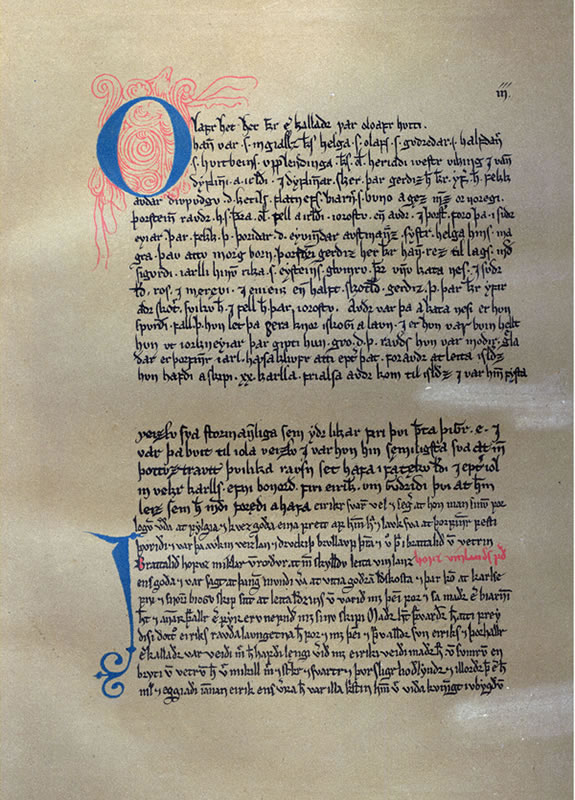
El començament de la Saga d'Eric el Roig

Les fonts principals d'informació sobre els viatjants noruecs a Vinland són dues sagues, la Saga d'Eric el Roig i la Saga dels Grenlandesos. Aquestes històries s'han conservat per tradició oral fins que es van escriure uns anys després dels esdeveniments que descriuen. L'existència de dues versions de la història mostra alguns dels reptes d'utilitzar fonts tradicionals per a la història, ja que comparteixen una gran quantitat d'elements històrics però els usen de diferents maneres. Un possible exemple és la referència a dos homes diferents anomenats Bjarni que eren desvinculats. Un breu resum de les trames de les dues sagues, que es dona al final d'aquest article, mostra altres exemples.
Les sagas informen que un nombre considerable de vikings van visitar Vinland en grups. La tripulació de Thorfinn Karlsefni consistia en 140 o 160 persones segons la Saga d'Eric el Roig, 60 segons la Saga dels Grenlandesos. Segons aquesta última, Leif Ericson va dirigir una companyia de 35 homes, Thorvald Eiriksson una companyia de 30, i Helgi i Finnbogi tenien una tripulació de 30 membres.
Segons la Saga d'Erik el Roig, Þorfinnr "Karlsefni" Þórðarson i una companyia de 160 homes, marxaren cap al sud de Grenlàndia travessant un tram obert de la mar, van trobar Helluland un altre tram de mar, Markland un altre tram de mar, el promontori de Kjalarnes, el Furðustrandir, Straumfjörð i per fi un últim lloc anomenat Hóp, un lloc abundant on no hi queia neu durant hivern. No obstant això, després d'alguns anys lluny de Grenlàndia, van optar per tornar a casa quan es van adonar que d'una altra manera s'enfrontarien a un conflicte indefinit amb els nadius.
Aquesta saga fa referència al topònim Vinland de quatre maneres. En primer lloc, l'identifiquen amb la terra trobada per Leif Ericson. Karlsefni i els seus homes eventualment troben "vín-ber" prop de les Wonderstrands. Més tard, la narració localitza Vinland al sud de Markland, amb el cap de Kjalarnes al seu extrem nord. Tanmateix, també esmenta que mentre eren a Straumfjord, alguns dels exploradors desitjaven entrar per Vinland a l'oest de Kjalarnes.

### Saga dels Grenlandesos

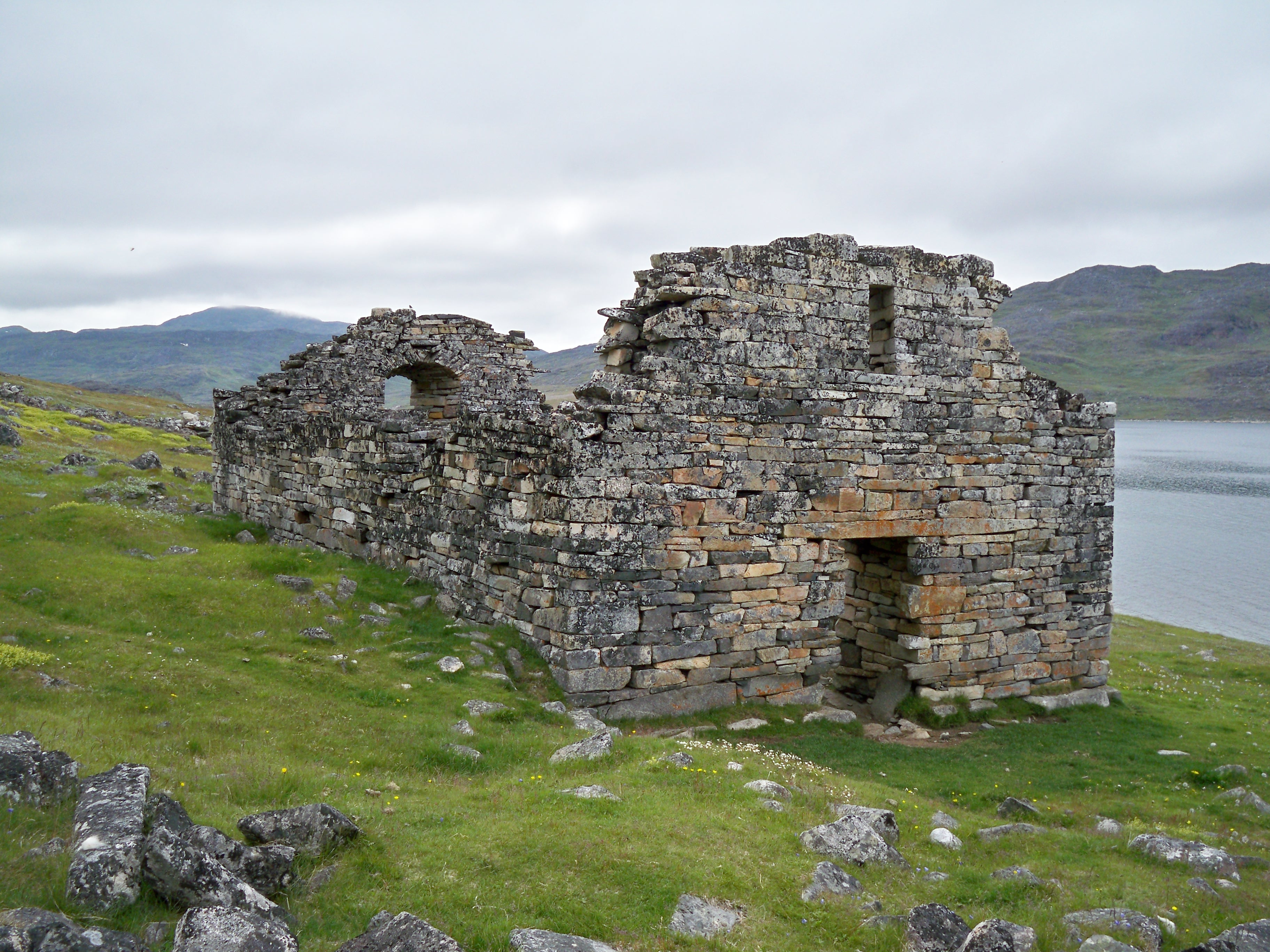
Església de Hvalsey, una de les restes millor conservades de l'assentament nòrdic a Grenlàndia.

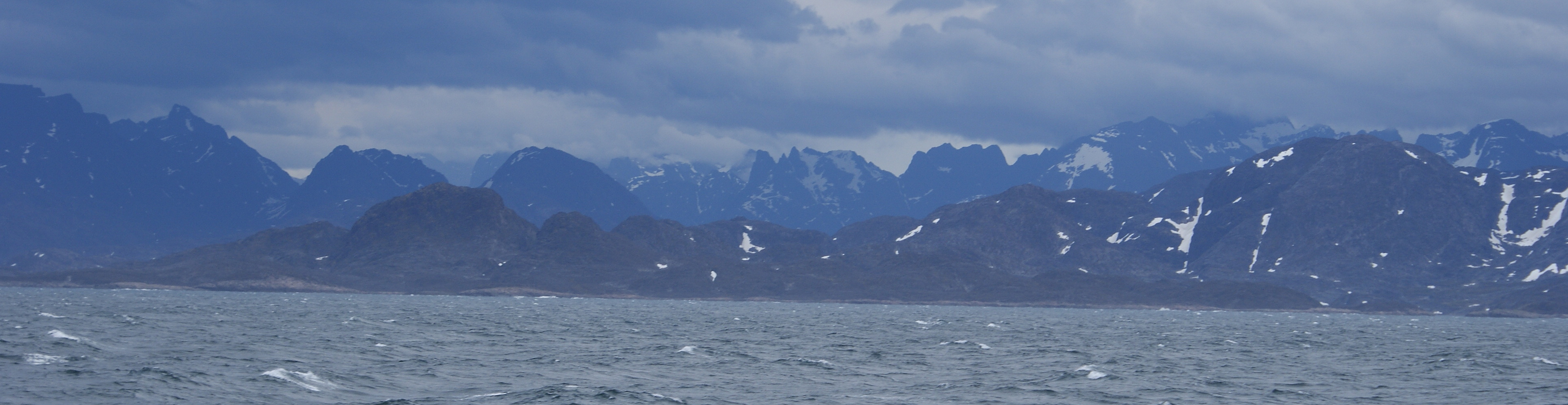
L'illa de Simiutaq, Grenlàndia, vista de l'estret de Davis. Aquest és un punt de partida adequat per al pas cap al Canadà

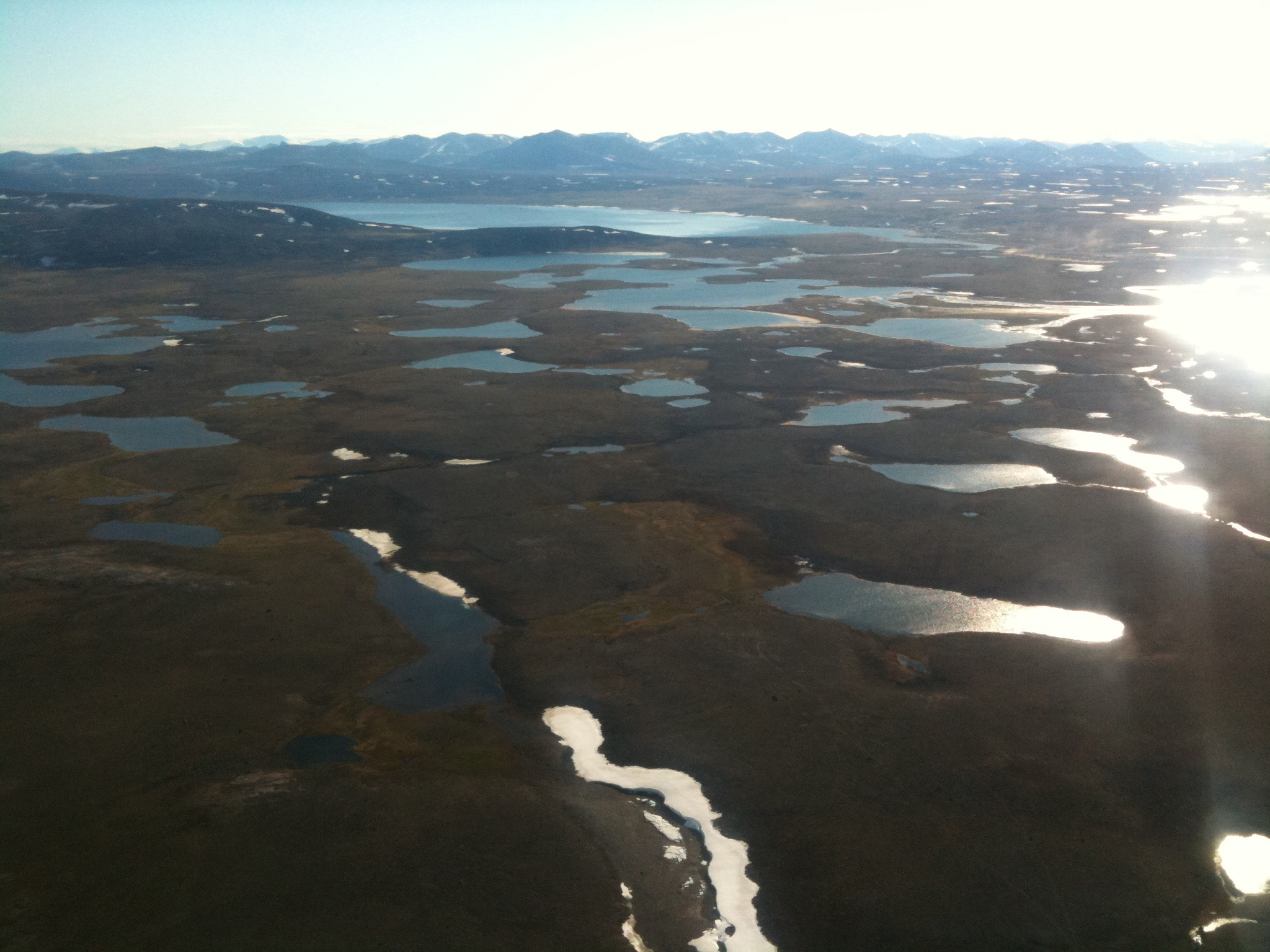
Illa de Baffin, possible localització de Helluland

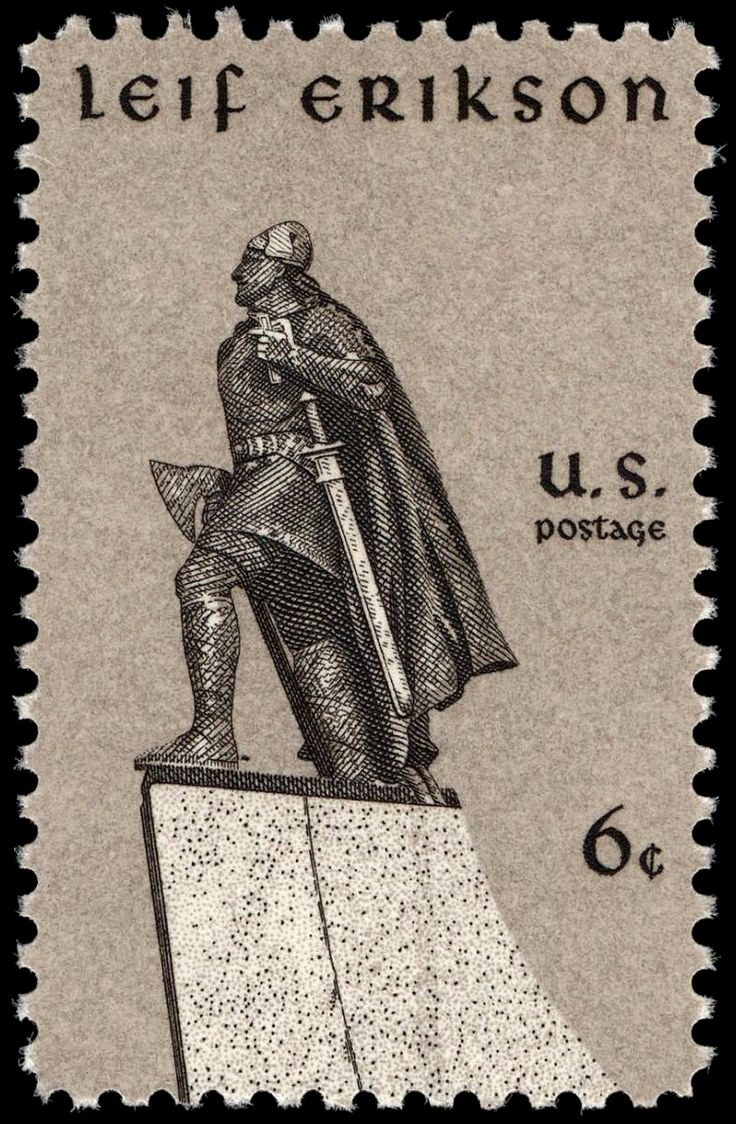
Segell commemoratiu estatunidenc de Leif Ericson, 1968

A la Grœnlendinga saga o la 'Saga dels Grenlandesos', Bjarni Herjólfsson accidentalment va descobrir la nova terra quan navegava des de Noruega a visitar el seu pare, en el segon any de la colònia d'Eric el Roig (vers 986). Quan se les arregla per arribar a Grenlàndia, tocant terra a Herjolfsness, lloc de la granja del seu pare, s'hi va quedar durant la resta de vida del seu pare i no torna a Noruega fins aproximadament el 1000 de la nostra era. Allà informa al seu senyor (el comte, també anomenat Eric) sobre la nova terra i és criticat pel seu retard en informar. Al seu retorn a Grenlàndia explica la història i va inspirar Leif Ericsson per organitzar una expedició, que retraçat en revertir la ruta que Bjarni havia seguit, més enllà d'una terra de pedres planes (Helluland) i una terra de boscos (Markland). Després de navegar uns altres dos dies en mar obert, l'expedició troba una punta de terra amb una illa; és un port accessible per als vaixells en una zona on el mar és poc profund i amb bancs de sorra. Aquí els exploradors aterren i estableixen una base que podria ser L'Anse aux Meadows, excepte que l'hivern es descriu com a lleu i no pas fred. Un dia un vell servent familiar, Tyrker, es va perdre i és trobat parlant sol; finalment explica que ha trobat raïm. A la primavera, Leif torna a Grenlàndia amb un carregament de fusta remolcant una barca amb raïm. En el camí a casa, va veure un altre vaixell encallat a les roques, rescata a la tripulació i després salva la càrrega. Un segon enviament, una nau d'uns 40 homes, encapçalats pel germà de Leif, Thorvald, es presenta a la tardor després del retorn de Leif i es manté durant tres hiverns a la nova base (Leifsbúðir (-budir), que significa refugi temporal de Leif), explorant la costa occidental de la nova terra en el primer estiu, i la costa oriental en el segon, però s'encalla i perd la quilla en un promontori que van batejar com a Punta de la Quilla (Kjalarnes). Més al sud, en un punt en què Thorvald vol establir un assentament, els grenlandesos es troben amb alguns habitants locals (Skrælings) i els maten, després del qual són atacats per una gran força en vaixells amagats, i Thorvald mor d'una ferida de fletxa. Després que part d'exploració torni a la base, els grenlandesos decideixen tornar a casa la propera primavera.
Thorstein, germà de Leif, es va casar amb Gudrid, vídua del capità rescatat per Leif, aleshores va portar una tercera expedició per a casa el cos de Thorvald, però fou desviat del seu curs i es passà tot l'estiu vagant per l'Atlàntic. Passant l'hivern com a convidat a una granja a Grenlàndia amb Gudrid, Thorstein morí de malaltia, revifant el temps suficient per fer una profecia sobre el seu futur com a cristià. El proper hivern, Gudrid es casa amb un visitant islandès anomenat Thorfinn Karlsefni, que es compromet a emprendre una important expedició a Vinland, portant bestiar. A l'arribada, aviat trobaren una balena balizada que els sosté fins a la primavera. A l'estiu, són visitats per alguns dels habitants locals que són espantats pel brau dels islandesos però feliços de comercialitzar aliments per llet i altres productes. A la tardor, Gudrid dona a llum un fill, Snorri. Poc després d'això, una de les persones locals intenta prendre una arma i és assassinat; els exploradors són atacats en força, però aconsegueixen sobreviure a poca distància de la seva base. Una de les persones locals recull una destral de ferro, la prova i la llença.
Els exploradors tornen a Grenlàndia a l'estiu amb una càrrega de raïms i ocults. Poc després, un vaixell capitanejat per dos islandesos va arribar a Grenlàndia, i Freydis, filla d'Eric el Roig, els persuadeix d'unir-se a una expedició a Vinlàndia. Quan arriben a Vinland, els germans emmagatzemen les seves coses a les cases de Leif Eiriksson, cosa que enfada Freydis i els desterra. Després, els visita durant l'hivern i demana pel seu vaixell reclamant que vol tornar a Grenlàndia, cosa que els germans accepten alegrement. Tanmateix, Freydis torna i li diu al seu marit exactament el contrari, que condueix a l'assassinat, per ordre de Freydis, de tots els islandesos, incloses cinc dones, mentre dormien. A la primavera, els habitants de Grenlàndia tenen una bona càrrega, però Leif descobreix la veritat sobre els islandesos. Aquesta és l'última expedició a Vinland registrada a la saga.

### Saga d'Eric el Roig
En una altra versió de la història, Eiríks saga rauða o la Saga d'Eric el Roig, Leif Ericsson descobreix accidentalment la nova terra quan viatjava de Noruega cap a Grenlàndia després de visitar el seu senyor, el rei Olaf Tryggvason, qui li encomana cristianitzar la colònia. Tornant a Grenlàndia amb mostres de raïm, blat i fusta, rescata els supervivents d'un vaixell destrossat i guanya reputació de bona sort; la seva missió religiosa té èxit. La propera primavera, Thorstein, el germà de Leif, condueix una expedició a la nova terra però és desviat del curs i passa tot l'estiu vagant per l'Atlàntic. A la tornada, coneix i es casa amb Gudrid, una dels supervivents d'un vaixell que ha fet terra a Herjolfsnes després d'un dur viatge des d'Islàndia. Després de passar l'hivern com a convidat a una granja a Grenlàndia amb Gudrid, Thorstein mor de malaltia, revivint el temps suficient per fer una profecia sobre el seu futur com a viatger cristià. El pròxim hivern, Gudrid es casa amb un visitant islandès anomenat Thorfinn Karlsefni, qui, amb el seu company comercial Snorri Thorbrandsson, es compromet a emprendre una important expedició a la nova terra, prenent ramaderia. També contribueixen a aquesta expedició un altre parell de visitants islandesos, Bjarni Grimolfsson i Thorhall Gamlason, i el germà i germana de Leif, Thorvald i Freydis, amb el seu marit Thorvard. Navegant pels paisatges de pedres planes (Helluland) i boscos (Markland), envolten un cap on veuen la quilla d'un vaixell (Kjalarnes), després continuen passant algunes platges extraordinàriament llargues (Furthustrandir) abans de desembarcar i enviar dos corredors per explorar a l'interior. Després de tres dies, el parell torna amb mostres de raïm i blat. Després de navegar una mica més lluny, l'expedició aterra a una entrada a una zona de forts corrents (Straumfjörð), amb una illa just fora de la costa (Straumsey) i hi acampen. Els mesos d'hivern són durs i els aliments són escassos. Un dia un vell servent familiar, Thorhall el caçador (que no s'ha convertit al cristianisme), es perd i és trobat murmurant; després, es troba una balena balizada que Thorhall afirma que ha estat proporcionada pels déus pagans. Els exploradors troben que menjar-la els pot fer mal, així que resen al déu cristià i, poc després, millora el temps.
Quan arriba la primavera, Thorhall Gamlason, l'islandès, vol navegar al nord al voltant de Kjalarnes buscant Vinland, mentre que Thorfinn Karlsefni prefereix navegar cap al sud per la costa est. Thorhall només pren nou homes, i el seu vaixell és arrossegat cap a l'oceà pels vents adversos; ell i la seva tripulació no tornaren mai. Thorfinn i Snorri amb Freydis (més possiblement Bjarni), naveguen per la costa est amb 40 homes o més i estableixen un campament a la riba d'un llac al costat del mar, protegida per illes de barrera i connectat amb el mar obert per un riu interior navegable només a la marea alta. L'assentament era conegut com Hop, i a la terra abunda amb el raïm i el blat. No deixa clar el narrador d'aquesta saga si els exploradors hi van romandre el pròxim hivern (es diu que era molt suau) o només unes poques setmanes d'estiu. Un matí veuen nou vaixells amagats; els habitants locals (Skraelings) examinen el vaixell nòrdic i marxen en pau. Posteriorment arriba una flotilla de barques molt més gran i s'inicia el comerç (Karlsefni prohibeix la venda d'armes). Un dia, els comerciants locals s'espanten per la sobtada arribada del toro de Grenlàndia, i es mantenen allunyats durant tres setmanes. A continuació, ataquen en força, però els exploradors aconsegueixen sobreviure amb un nombre petit de baixes en retirar-se cap a l'interior a una posició defensiva a poca distància del seu campament. L'embaràs retarda Freydis, per la qual cosa agafa l'espasa d'un company caigut i la branda contra el seu pit nu, espantant els atacants que es retiren. Un dels nadius recull una destral de ferro, la prova i la llença. Els exploradors abandonen posteriorment el campament sud i tornen a Straumsfjord, matant cinc indígenes que troben en el camí, dormint en sacs d'amagatall.
Karlsefni, acompanyat per Thorvald Eriksson i altres, salpa al voltant de Kjalarnes i marxa cap al sud mantenint la terra a la banda esquerra, esperant trobar Thorhall. Després de navegar durant molt de temps, mentre amarrava al costat sud d'un riu que flueix a l'oest, són disparats per un home amb una sola cama, i Thorvald mor a causa de la ferida d'una fletxa. Una vegada que arriben a Markland, els homes es troben amb cinc indígenes, en segresten dos, els bategen i els ensenyen el seu propi idioma. Els exploradors retornen a Straumsfjord, però els desacords durant el següent hivern va conduir a l'abandonament de l'empresa. En el camí a casa, el vaixell de Bjarni l'islandès és arrossegat al Mar de Worms (Madkasjo) per vents contraris. Els cucs marins destrueixen el casc i només sobreviuen aquells que escapen en un vaixell a prova de cucs. Aquesta és l'última expedició a Vinland recollida a la saga.

## Geògrafs medievals
El registre escrit més popular publicat que sobreviu sobre Vinland apareix a Descriptio insularum Aquilonis, d'Adam de Bremen, un geògraf i historiador alemany (saxó), escrit en 1075. Per escriure-la, va visitar el rei danès Svend Estridsen, que tenia coneixement de les terres del nord i li va parlar sobre les illes descobertes pels navegants nórdics a l'Atlàntic, de les quals Vinland era la més remota. La frase exacta d'aquest, el primer esment de Vinland, és la següent:
| « | Ell també em va dir que molts d'aquesta part de l'oceà havien descobert una illa anomenada Vinland perquè hi creixen vinyes silvestres que produeixen el millor dels vins. De danesos de confiança en lloc de contes fantàstics, també he sentit que hi ha una abundància de cereals que és autosembrat. Més enllà d'aquesta illa, ell (rei Sven de Dinamarca) diu, hi ha més illes en l'Oceà deshabitades. Tot està cobert per enormes masses de gel i per boira perenne. Martianus parla d'això: 'Un dia de navegació més enllà de Tule el mar és sòlid' Aquest és el que ha viatjat Harald III de Noruega per veure si és veritat. Amb els seus vaixells ha investigat recentment l'abast de l'oceà, però finalment va haver de retrocedir quan el límit extrem del món va desaparèixer en la boira davant els ulls. Amb prou feines va escapar del barranc gegant de l'abisme. | » |

Adam esdevé confus entre Helluland i Halagland, la part més septentrional de la Noruega medieval, on és visible el "sol de mitjanit". Ell també pronuncia Vinland en llatí de la mateixa manera que Wendland, la província polonesa més propera a Dinamarca. A més, Adam es contradiu a si mateix en afirmar que Vinland està en una ubicació d'un mar polar amb "gel intolerable" i "gran boira," mentre també afirma que la localització ofereix el clima definitiu per al millor vi procedent de Grenlàndia.
El mapa més antic de Vinland fou dibuixat per Sigurd Stefansson, un mestre d'escola de Skalholt (Islàndia) pel 1570, on posa Vinland en algun lloc que podria estar entre la badia de Chesapeake, la badia de Sant Llorenç o la de Cape Cod.
A començaments del segle xiv una enciclopèdia geogràfica anomenada Geographica Universalis fou compilada a l'abadia de Malmesbury a Anglaterra, que al seu torn va ser utilitzat com a font d'una de les obres educatives angleses medievals de major circulació, Polychronicon de Ranulf Higden, uns anys més tard. Tots dos treballs, amb Adam de Bremen com a possible font, estaven confosos sobre la localització del que van anomenar Wintland - el monjo Malmesbury la posava a l'oceà a l'est de Noruega, mentre que Higden la posava a l'oest de Dinamarca però no explica la distància. Les còpies del Polychronicon inclou habitualment un mapa del món on aquesta Wintland era marcada a l'Oceà Atlàntic prop d'Islàndia, però de nou molt més a prop de la part continental escandinava del que és en la realitat. El nom era explicat en ambdós texts com a referència a l'habilitat dels seus habitants salvatges a lligar-se amb cordes de nusos que venien als mariners que podrien desfer un nus cada cop que necessitessin un bon vent. Cap de les dues esmena raïms, i el treball de Malmesbury expressa específicament que no hi creix res res sinó herba i arbres, que reflecteixen les descripcions de la saga sobre la principal base d'expedició nòrdica.

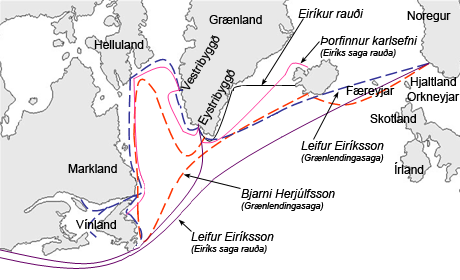
Rutes de navegació nòrdiques medievals i geografia de l'Atlàntic Nord, basat en els textos de les sagues (després d'Árni Ibsen, Svart À hvítu, 1987)

Els texts islandesos sobre la mateixa època eren geogràficament més adequats, i representen una imatge clara dels països del nord com les experimentats pels exploradors nòrdics: el nord d'Islàndia té una vasta plana estèril (que ara sabem que la capa de gel polar) es va estendre des de Biarmeland (nord de Rússia) est del Mar Blanc, a Grenlàndia, a continuació, més amunt d'oest a sud anaven, en successió, Helluland, Markland i Vinland. Els islandesos no tenien coneixement de quant més al sud s'estenia Vinland, i especulaven que podria arribar tan lluny com a Àfrica.
La Historia Norwegiae compilada pel 1200 no es refereix directament a Vinland i intenta reconciliar la informació de Grenlàndia amb les principals fonts europees: en el text el territori de Grenlàndia s'estén de manera que és "gairebé tocant les illes africanes, on les aigües de l'oceà inunden".

## Darrers viatges nòrdics
Les cròniques islandeses registren un altre intent de visitar Vinland des de Grenlàndia, més d'un segle després dels viatges de la saga. El 1121, el bisbe islandès Erik Gnupsson, que havia estat a Grenlàndia des de 1112, va "anar a buscar Vinland". No s'informa res més d'ell, i tres anys més tard un altre bisbe, Arnald, va ser enviat a Grenlàndia. No hi ha registres escrits, excepte les pedres inscrites, que han sobreviscut a Grenlàndia, de manera que la propera referència a un viatge també prové de les cròniques islandeses. El 1347 va arribar un vaixell a Islàndia després d'haver estat arrossegat pels vents de Markland a Grenlàndia amb una càrrega de fusta. La implicació és que els grenlandesos han continuat utilitzant Markland com a font de fusta durant molts anys.

## Controvèrsia sobre la ubicació de Vinland

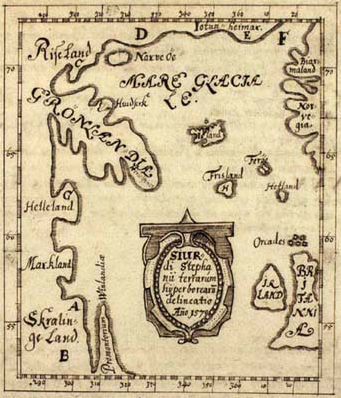
Mapa de Skálholt de l'Amèrica nòrdica, segle XVI

La definició de "Vinland" és una mica difícil d'aconseguir. Segons un article de Douglas McManis de 1969 als Annals de l'Associació de Geògrafs Americans, 
| « | L'estudi dels primers viatges nòrdics a Amèrica del Nord és un camp d'opinions i conclusions caracteritzades per la controvèrsia i el conflicte, sovint irreconciliables. Aquestes circumstàncies deriven del fet que els detalls dels viatges només existeixen en dues sagues islandeses que es contradiuen en qüestions bàsiques i internament són vagues i contenen passatges no històrics. | » |

Això el porta a concloure que no hi ha una Vinland, hi ha molts Vinlands. Segons una rèplica de 1970 de Matti Kaups a la mateixa publicació,
| « | Certament hi ha una Vinland simbòlica descrita i situada a la Grœnlendinga saga; el que sembla una variant d'aquesta Vinland que es narra a la Saga de l'Eric el Roig. Hi ha, d'altra banda, nombroses Vinland derivades més recents, cadascuna de les quals no és sinó una entitat espacial suposicional. (...) (per exemple la Vinland de Rafn, la Vinland de Steensby, la Vinland d'Ingstad, i així successivament). | » |

En termes geogràfics, Vinland s'utilitza de vegades s totes les àrees d'Amèrica del Nord més enllà de Grenlàndia que han estat explorades pels nòrdics. En les sagues, però, Vinland no inclou els territoris de Helluland i Markland, qui també semblen estar localitzats a Amèrica del Nord més enllà de Grenlàndia. D'altra banda, algunes sagues estableixen lligams vagues entre Vinland i una illa o territori que en algunes fonts és referida com Hvítramannaland.
Una altra possibilitat és no entendre el nom de Vinland com a fixat a un lloc definit, però es va limitar a referir-se a cada localització on es podia trobar vínber, és a dir, entendre-la com un nom comú, vinland, més que com a topònim, Vinland. El nòrdic antic i l'islandès eren, i són, llengües fusionals.
Els islandesos del segle xvi es van adonar que el "Nou Món", que els geògrafs europeus anomenaven "Amèrica" era la terra descrita a ls seves sagues de Vinland. Elmapa de Skálholt, dibuixat en 1570 o 1590 però que només sobreviu a través de còpies posteriors, mostra el Promontorium Winlandiae com un límit estret amb la punta nord a la mateixa latitud que el sud d'Irlanda. (Les escales de graus del mapa del mapa són inexactes.) Aquesta identificació eficaç del nord de Terranova amb la punta nord de Vineland va ser assumida pels estudiosos escandinaus com Hans Resen.
Encara que és acceptat generalment, sobre la base de les descripcions de la saga, que Helluland inclou l'illa de Baffin, i Markland representa si més no la part sud del modern Labrador, hi ha hagut una controvèrsia considerable sobre el la localització real dels desembarcaments i assentaments nòrdics. La comparació de les sagues, com es resumeix a continuació, mostra que elles donen descripcions i noms similars a diferents llocs. Una de les poques peces d'informació raonablement consistent és que els viatges d'exploració de la base principal salpaven tan de les costes est i oest de la terra; aquest és un dels factors que ha ajudat als arqueòlegs a localitzar el lloc a L'Anse aux Meadows, a la punta de la península septentrional de Terranova.
Erik Wahlgren examina la qüestió al seu llibre The Vikings and America, i assenyala clarament que L'Anse aux Meadows no pot ser la localització de Vinland, ja que la localització descrita a les sagues té salmó als rius i 'vínber' (és a dir, específicament 'raïm', que segons Wahlgren era familiar als exploradors i l'haurien pogut reconèixer), creixent lliurement.
Traçant la superposició dels límits de la vinya silvestre i dels hàbitats silvestres de salmó Wahlgren indica una ubicació prop de Nova York.
Altres pistes semblen detectar el principal assentament més al sud, com ara l'esment d'un hivern sense neu i la informació a ambdues sagues d'haver trobat raïm. Una indicació molt específica a la Saga dels Grenlandesos de la latitud de la base també ha estat subjecte a errors d'interpretació. Aquest passatge afirma que en els dies més curts del ple hivern, el sol encara estava per sobre de l'horitzó a "dagmal" i "eykt", dos moments específics en el dia nòrdic. Carl Christian Rafn, en el primer estudi detallat de l'exploració nòrdica del Nou Món, Antiquitates Americanae (1837), interpretava aquests moments com equivalents a les 7:30 am i 4.30pm, el que podria situar la base al llarg camí cap al sud de Terranova. Segons la traducció de la saga de Sephton de 1880, Rafn i altres erudits danesos situen Kjalarnes a Cape Cod, Straumfjörð a la badia de Buzzards, Massachusetts, i Straumsey a Martha's Vineyard.
Tanmateix, un text de dret islandès dona una explicació molt específica d'"eykt", amb referència a les tècniques de navegació nòrdiques. Les vuit divisions principals de la brúixola se subdividien en tres hores cadascuna, per fer un total de 24, i "eykt" era el final de la segona hora de la divisió sud-oest, que en termes moderns serien les 15:30. "Dagmal", el "dinar", que és específicament distingit del "rismal" anterior (esmorzar), per la qual cosa seria del voltant de 8:30 del matí. El sol està just a sobre de l'horitzó en aquests temps dels dies més curts de l'any al nord de Terranova, però no gaire més al nord.
Un article de 2012 de Jónas Kristjánsson i altres a la revista científica Acta Archeologica, on assumeix que la punta de terra Kjalarnes que es refereix en la Saga d'Erik el Roig és a L'Anse aux Meadows, suggereix que Straumfjörð es refereix a Sop's Arm (Terranova), ja que no s'ha trobat cap altre fiord a Terranova que tingui una illa a la desembocadura.

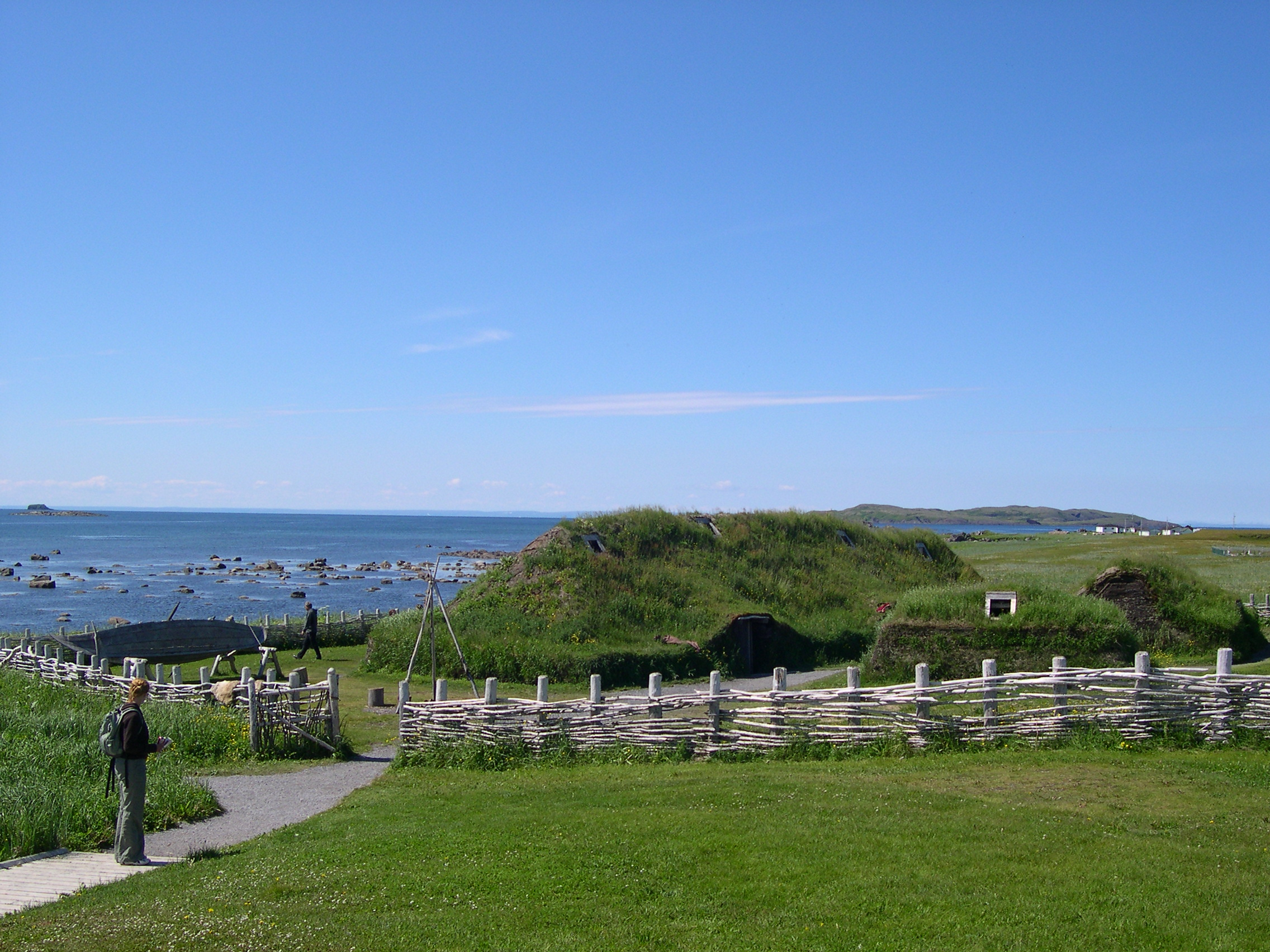
Jaciment viking a L'Anse-aux-Meadows, Terranova

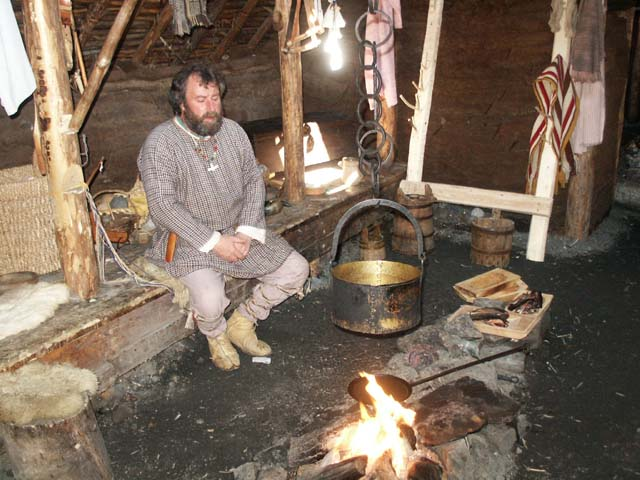
L'Anse-aux-Meadows

### L'Anse aux Meadows
L'agent d'assegurances marines i historiador de Terranova William A. Munn (1864–1939), després de l'estudi de les fonts literàries a Europa, suggereix en el seu llibre de 1914 Wineland Voyages: Location of Helluland, Markland & Vinland que els exploradors de Vinland "van tocar terra a Lancey  [sic] Meadows, com es diu avui". En 1960 Helge i Anne Stine Ingstad van descobrir un assentament viking en aquest punt exacte, L'Anse aux Meadows al nord de Terranova, i excavaren durant els anys 1960 i 1970. El més probable és aquest fos l'assentament de les sagues, una "porta d'entrada" per als nòrdics grenlandesos a la riques terres més al sud. Es van trobar molts objectes de fusta a L'Anse aux Meadows, i la datació per radiocarboni confirma l'ocupació del lloc confinada durant un curt període prop del 1000 de la nostra era. A més, dins i al voltant dels diferents edificis es van trobar una sèrie de petites peces de jaspi, conegut per haver estat utilitzat en el món nòrdic com a foguer. Quan van ser analitzats i comparats amb mostres de jaspi procedents de fonts al voltant de la zona de l'Atlàntic nord, es va trobar que dos edificis només contenien peces de jaspi islandès, mentre que un altre en contenia alguns de Grenlàndia; també es va trobar una peça de la costa est de Terranova. Aquestes troballes semblen confirmar l'afirmació de la saga que algunes de les naus d'exploració de Vinland procedien d'Islàndia i que es van aventurar per la costa est de la nova terra.
Sobre la base de tals interpretacions i evidències arqueològiques, és generalment acceptat que la l'Anse aux Meadows va ser la base principal dels exploradors nòrdics, però el límit meridional de l'exploració nòrdica segueix sent un tema d'intensa especulació. Samuel Eliot Morison (1971) suggereix la part meridional de Terranova; Erik Wahlgren (1986) Miramichi Bay a Nova Brunswick; i l'especialista climàtic islandès Pall Bergthorsson (1997) proposava Nova York. La insistència en totes les principals fonts històriques que es van trobar raïms a Vinland suggereix que la exploradors es van aventurar a almenys al costat sud del riu Sant Llorenç com Jacques Cartier va fer 500 anys més tard, trobant vinyes silvestres i arbres de fruits secs.
Tres nous van ser una troballa força significativa a L'Anse aux Meadows: altres espècies que creixen únicament al nord fins al riu Sant Llorenç.
Aquests viatges expliquen com el vinviðir (vi de fusta) que tallaven els nòrdics a les sagues es refereix en realitat a les vinyes de Vitis riparia, una espècie de raïm silvestre que creix als arbres. A mesura que els nòrdics anaven a la recerca de fusta, un material que calia Grenlàndia, van trobar arbres coberts amb Vitis riparia al sud de L'Anse aux Meadows i els anomenaren vinviðir.
L'Anse Aux Meadows va demostrar que els assentaments nòrdics de Vinland eren de curta durada i, potser, principalment usats més com a campaments per a recollir fusta més que com a assentaments permanents com a Grenlàndia.

## Vida a Vinland
Els recursos principals dels que depenien els habitants de Vinland eren blat, baies, vi i peix. No obstant això, el blat en el context vinlandic és conreat a la sorra i no blat tradicional, i el raïm que s'esmenta és raïm nadiu americà, perquè l'existència de raïm europeu (Vitis vinifera) i blat (genus triticum) al Nou Món abans de l'arribada dels vikings al segle x és força improbable. Ambdues sagues es refereixen a un riu i un llac que tenia una gran quantitat de peixos. Les sagues esmenten específicament el salmó i assenyala com el salmó que van trobar era més gran que el que havien vist fins aleshores 
Abans d'arribar a Vinland, els nórdics importaven la seva fusta de Noruega mentre vivien a Grenlàndia i ocasionalment agafaven escorça de bedoll per a llenya. Per tant, la fusta que adquirien a Amèrica del Nord va augmentar el seu suplement de fusta.

### Altres possibles troballes nòrdiques

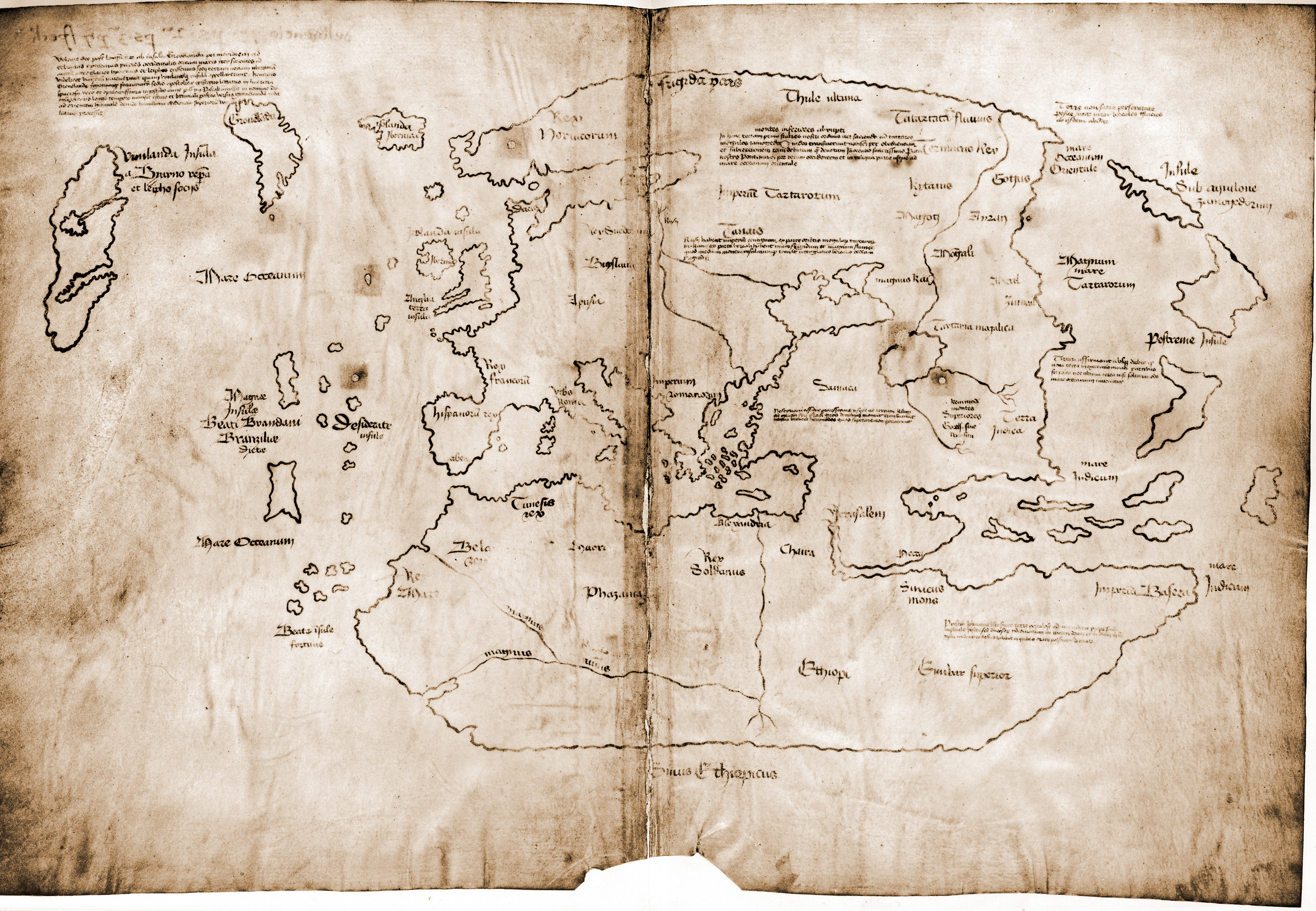
El mapa de Vinland, presumiblement precolombí. És considerat una falsificació.

Un penic d'argent noruec de finals del segle XI autèntic, amb un forat per enfilar en un collaret, fou trobat a Maine. El seu descobriment per part d'uns arqueòlegs amateurs l'any 1957 és controvertit; s'han plantejat sovint si es tracta d'una falsificació. S'ha trobat alguns artefactes al Canadà que han estat atribuïts als nòrdics grenlandesos, particularment a l'illa de Baffin i al nord de Labrador.
Altres artefactes reivindicats com a nòrdics a l'àrea del sud del Sant Llorenç inclouen una sèrie de pedres inscrites amb lletres rúniques. La pedra de Kensington fou trobada a Minnesota, però es considera una falsificació. També es qüestiona l'autenticitat de la pedra de Spirit Pond, trobada a Phippsburg (Maine). Altres exemples són la pedra de Runestone, la pedra de Shawnee, i la pedra de Vérendrye. L'edat i l'origen d'aquestes pedres es debatut, i fins ara cap d'elles ha estat datada o associada com a clara evidència de la presència nòrdica medieval. En general, l'escriptura en alfabet rúnic no garanteix en si mateixa una connexió amb l'època vikinga o connexió medieval, ja que es creu que les runes de Dalecarlàndia han estat utilitzades fins al segle xx.
Es pensava que Point Rosee, a la costa sud-oest de Terranova, era un possible assentament noruec. El lloc va ser descobert a través d'imatge via satèl·lit en 2014 per Sarah Parcak. En el seu informe del 8 de novembre de 2017. que es va presentar a l'Oficina Provincial d'Arqueologia a St. John's, Terranova, Sarah Parcak i Gregory "Greg" Mumford van escriure que ells "no havien trobat cap evidència de presència històrica o activitat humana a Point Rosee abans del període històric." i que "cap dels membres de l'equip, inclosos els especialistes nòrdics, consideren aquesta àrea mancada de qualsevol rastre d'activitat humana."